# Ley del Servicio Civil
Ley del Servicio Civil är en ort i Mexiko.   Den ligger i kommunen Tijuana och delstaten Baja California, i den nordvästra delen av landet, 2 300 km nordväst om huvudstaden Mexico City. Ley del Servicio Civil ligger 174 meter över havet och antalet invånare är 164.
Terrängen runt Ley del Servicio Civil är platt åt sydväst, men åt nordost är den kuperad. Havet är nära Ley del Servicio Civil åt sydväst. Runt Ley del Servicio Civil är det tätbefolkat, med 913 invånare per kvadratkilometer. Närmaste större samhälle är Tijuana, 10,1 km norr om Ley del Servicio Civil. Omgivningarna runt Ley del Servicio Civil är i huvudsak ett öppet busklandskap.